# Rheden (Ort)
Rheden ist das namensgebende Dorf in der Gemeinde Rheden in der niederländischen Provinz Gelderland. Die Einwohnerzahl beträgt 7850 (Stand: 1. Januar 2024). Der Ort liegt ca. 9 km nordöstlich von Arnhem.

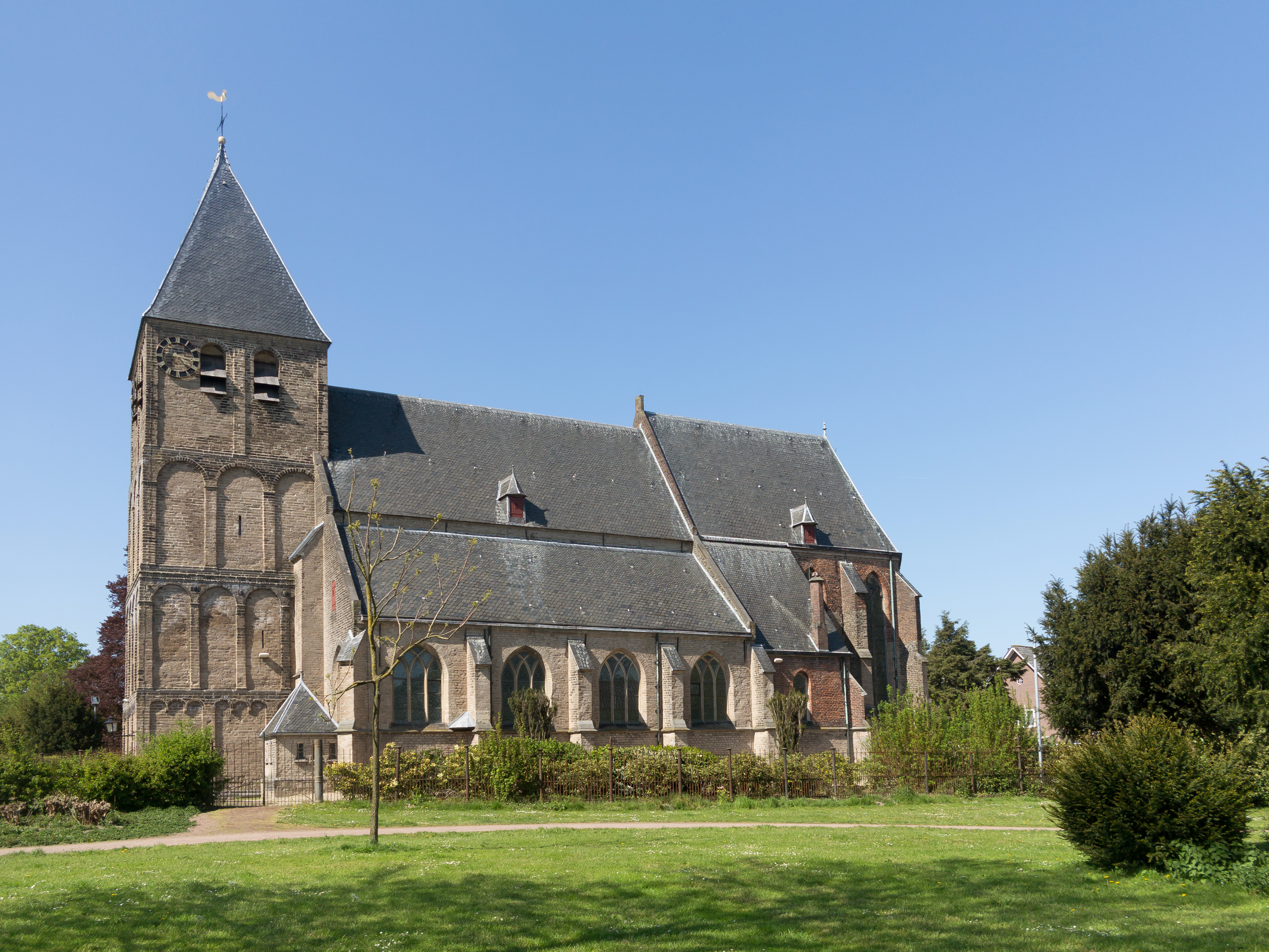
Dorfkirche
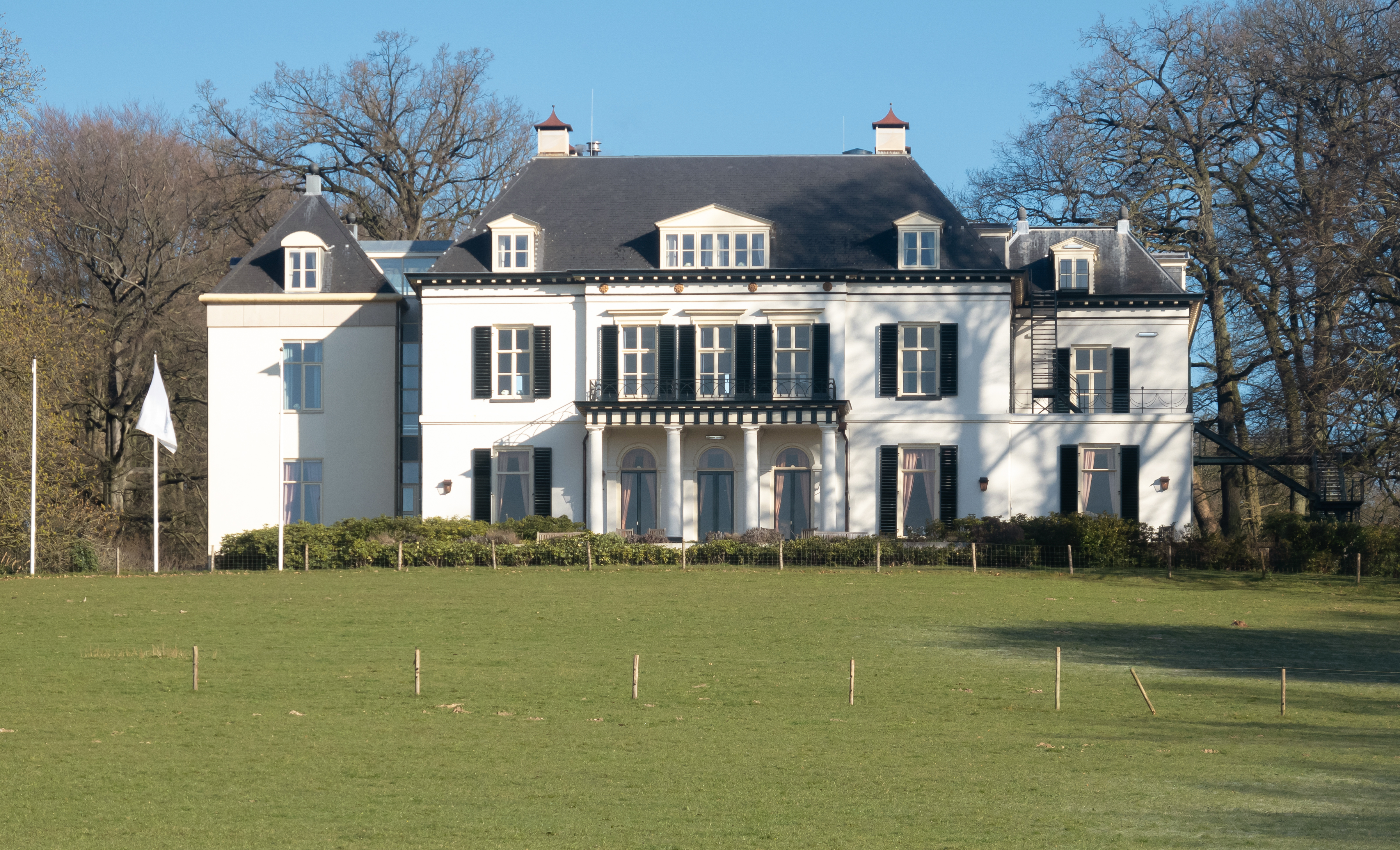
Valkenberg
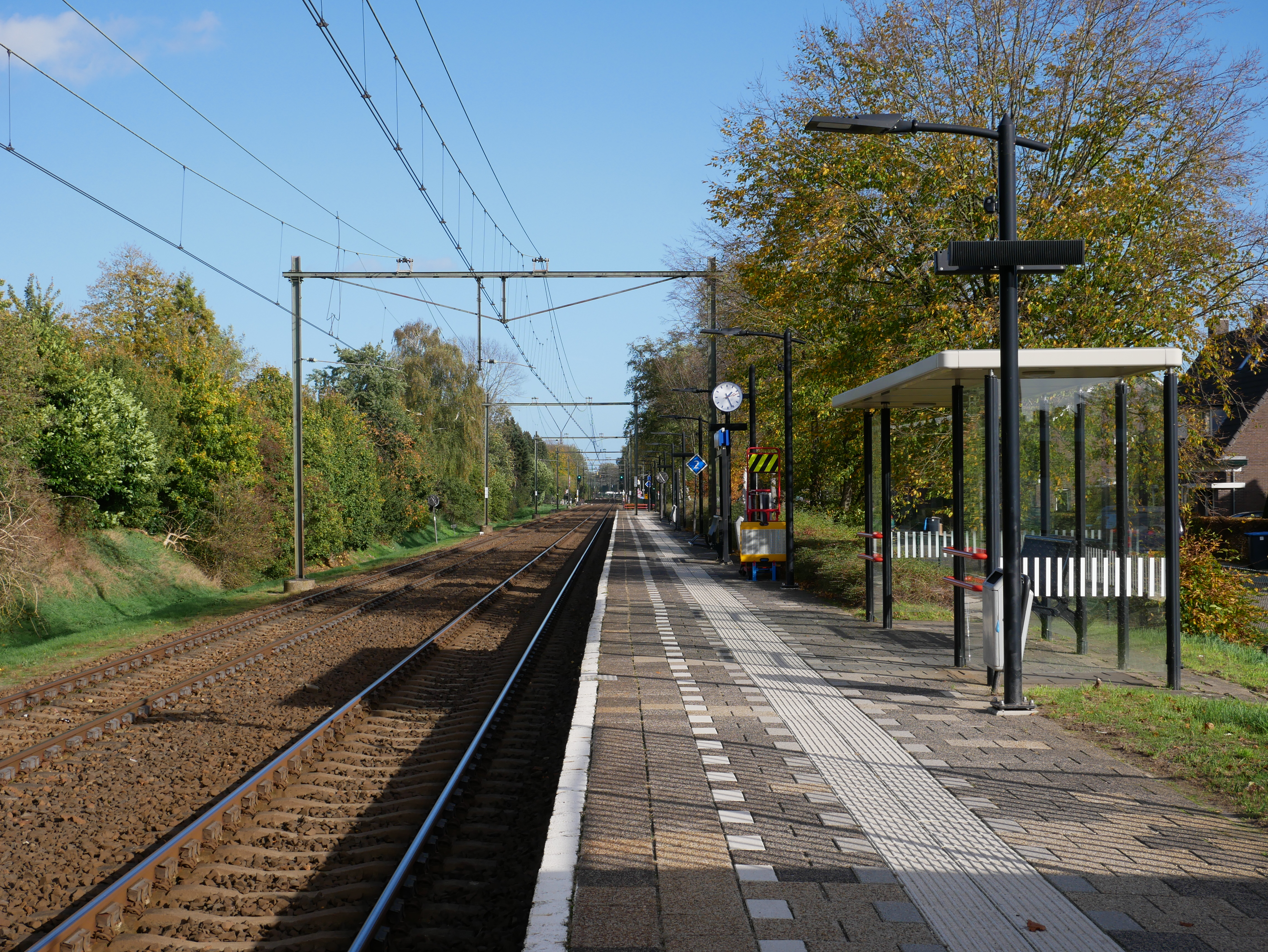
Bahnhof

## Persönlichkeiten
- Paul Meijer (1915–1989), Schauspieler
- Fokko du Cloux (1954–2006), Mathematiker
- Anneke Blok (* 1960), Schauspielerin
- Tom Middendorp (* 1960), ehemaliger Befehlshaber der Niederländischen Streitkräfte
- Mona Jas (* 1963), Künstlerin und Honorarprofessorin
- Erik Breukink (* 1964), ehemaliger niederländischer Profi-Radsportler
- Eline Coene (* 1964), ehemalige Badmintonspielerin
- Edward Gal (* 1970), Dressurreiter